# Benthonella
Benthonella is een geslacht van weekdieren uit de klasse van de Gastropoda (slakken).

## Soorten
- Benthonella brontodes Lozouet, 1990 †
- Benthonella decorata (Thiele, 1925)
- Benthonella loriei Weisbord, 1962 †
- Benthonella margaritifera (Watson, 1886)
- Benthonella sculpta (Thiele, 1925)
- Benthonella tenella (Jeffreys, 1869)